# مسجد جامع لاهور
مسجد جامع لاهور، یا مسجد کبیر در شهر بحریه در لاهور در شرق پاکستان واقع شده‌است. این مسجد به عنوان مسجد سرپوشیده بزرگ‌ترین مسجد کشور و هفتمین مسجد بزرگ جهان است.

## ساختمان
بنای مسجد از چهار مناره تشکیل شده‌است که هر مناره ۵۰ متر طول دارد، علاوه بر آن یک گنبد مرکزی بزرگ وجود دارد که توسط بیست گنبد کوچکتر احاطه شده‌است، شبها وقتی گنبدهای کوچک از داخل روشن می‌شوند منظره زیبایی ایجاد می‌کند. علاوه بر این ساختار بیرونی مسجد از ۴ میلیون کاشی تشکیل شده‌است. اثاثیه مسجد از جمله فرش‌ها وارداتی از ترکیه است و همچنین بیش از ۵۰ لوستر معلق در تالار مسجد وارداتی از ایران می‌باشد.
ساختار مسجد دارای پایه‌ای است که حدود ۷ متر از سطح زمین ارتفاع دارد، بام تا بیش از ۲۵ متر می‌رسد. مناره‌های سر به فلک کشیده‌ای که ۵۵ متر ارتفاع دارند، انتهای کل پایه را مشخص می‌کنند. گنبد مرکزی با ۱۳ متر ارتفاع و ۱۷ متر گسترش، در واقع تاج این قطعه هنری باشکوه است. هزینه ساخت مسجد بیش از ۴ میلیارد روپیه پاکستان تخمین زده می‌شود، خود حیاط و قسمت بیرونی با استفاده از آجرهای خاصی زیبایی شگفت‌انگیزی را بوجود آورده‌است. این آجرهای سرخ‌رنگ دست‌ساز که تعداد آنها به چهار میلیون می‌رسد تک به تک توسط کارگران ماهر کار گذاشته شده‌اند. نصب این آجرها به تنهایی چهار سال بطول کشیده شده‌است.

## معماری و طراحی
معماری مسجد متأثر از معماری تعدادی از مساجد یعنی مسجد پادشاهی و مسجد وزیرخان در پاکستان و مسجد شیخ زاید در امارات متحده عربی بوده‌است، در حالی که هزینه ساخت این مسجد بیش از آنها و حدود ۴ میلیارد روپیه بوده‌است. معماری بومی در مواد کاملاً محلی ساخته شده‌است که معماری هندی-اسلامی را با ترکیبی غنی از عناصر مدرن منعکس می‌کند.
این مسجد ۶ در چوبی قوسی شکل دارد که پس از ورود چشم‌اندازی از لوسترهای سفید، کاشی‌کاری‌ها و نقاشی‌های دیواری زیبایی چشم را می‌گیرد.
طراحی این مسجد توسط شخصی به نام نیرعلی دادا انجام شده‌است. مسجد حدود ۲۵۰۰۰ نمازگذار را در صحن داخلی و در کل نزدیک به ۷۰۰۰۰ نفر را در خود جای می‌دهد.

## نمایشگاه قرآن
یکی از طبقات مسجد به موزه میراث اسلامی اختصاص یافته و مجموعه‌های قرآنی کمیاب، کتابخانه اسلامی و همچنین گالری هنر اسلامی با آثار باستانی مختلف را در خود جای داده‌است.
کتابخانه قرآنی مسجد جامع لاهور دارای برخی از رونوشت‌های دست‌نویس نادر قرآن کریم و همچنین مجموعه کمیاب احادیث و کتاب‌های مربوط به آن است. این نمایشگاه منحصر به فرد است زیرا بیش از ۶۸ نسخه دست‌نویس قرآن کریم را به نمایش می‌گذارد که برخی از آنها مربوط به ۳۰۰ تا ۷۰۰ سال پیش تخمین زده می‌شود. در این گالری، ده‌ها تصویر اصلی از کعبه، مسجدالنبی و سایر اماکن مقدس که در اوایل دهه ۱۹۰۰ ثبت شده‌اند نیز به نمایش گذاشته شده‌است. این گالری که در نوع خود در پاکستان بی‌نظیر است، نسخه‌های ترجمه‌شده دست‌نویس قرآن کریم به ۱۷ زبان، مدل‌هایی از مسجد النبی از جمله میدان‌های جنگ احد و بدر را نیز به نمایش می‌گذارد.